# 梁愛琪
梁愛琪（1977年2月17日—）中國女演员，1992年参军入伍，在解放军艺术学院学习。1995年底被总政话剧团选中踏入演藝圈。

## 作品

### 電視
- 1995年《上尉的假日》
- 1996年《爱情急行军》
- 1997年《一个女中尉》
- 1998年《卡拉永远OK》
- 1998年《尉官二十刚出头》
- 1999年《梦幻青春》
- 2002年《真相的背后》
- 2003年《天下第一楼》
- 2003年《和你在一起》
- 2003年《中国刑警－九月风暴》
- 2003年《华氏一百度》
- 2004年《关中侠士》
- 2005年《不能没有你》
- 2007年《行走的雞毛撢子》
- 2008年《突然心动》
- 2010年《不离不弃》饰 白翎
- 2011年《我为出嫁狂》
- 2011年《能人冯天贵》
- 2012年《小男人遇上大女人》飾 何眉
- 2013年《漂亮主妇》
- 2013年《马向阳下乡记》
- 2014年《下班抓紧谈恋爱》饰 芳姐
- 2015年《你是我的姐妹》
- 2015年《擒蛇》 饰 封翎子
- 2016年《雪地娘子軍》
- 2016年《梦想越走越近》
- 2017年《愛來的剛好》飾蘇南
- 2018年《暖暖的幸福》(客串)
- 2019年《亲爱的，热爱的》饰 韩佳佳
- 2019年《奔腾年代》饰 常汉坤
- 2019年《庆余年》饰 北齐太后
- 2020年《半是蜜糖半是伤》饰 袁母(客串)
- 2021年《别想打扰我学习》饰 林母
- 2021年《好雨知时节》饰 陈桂云(客串)
- 2021年《周生如故》饰 戚真真
- 2021年《誰是兇手》(網絡劇)饰 劉莉
- 2022年《冰雪之名》饰 中年曲洁(客串)
- 2022年《运河风流》(2017年拍攝)饰 桂花
- 2022年《回廊亭》(網絡劇)饰 季冬梅
- 2022年《玫瑰之战》饰 朱曉曉(客串)
- 2023年《平凡之路》饰 貝勒媽媽 (客串)
- 2023年《珠江人家》饰 陈治冰
- 2023年《丁宝桢》(2019年拍攝)饰 东太后(客串)
- 2024年《幸福草》饰 陈小莲
- 2024年《前途无量》饰 钱才老婆
- 2025年《似锦》(網絡劇)饰 长兴侯夫人
- 2025年《韶华若锦》饰 宿太后
- 待播《完美证据》
- 待播《青春追梦人》饰 叶晓丹
- 待播《兄友妹恭》饰 王丽婷

### 话剧
- 1994年《天边一簇圣火》
- 1995年《女兵连来了个男家属》
- 1996年《最危险的时刻》
- 1997年《马蹄声碎》
- 2000年《桃花谣》
- 2001年《老兵骆驼》

### 單元劇
- 《唇印》
- 《小贩与外宾》
- 《婚姻介绍所》
- 《三爷也是兵》
- 《打麻将》
- 《鸡蛋问题》
- 《一个真实的故事》
- 《春天的歌》

### 電影
- 1995年《大转折》

### 其他
- 主持北京电视台《五彩缤纷》
- 总政戰话剧团的主持工作
- 《桃花谣》场记工作
- 中央电视台“心连心”艺术团巡回演出